# Дусыев, Варис Миндибаевич
Дусыев Варис Миндибаевич (род.28.7.1933, д. Трубкильдино Дуван-Мечетлинского р-на БАССР) — физик, кандидат технических наук (1970). Доцент, почетный работник высшего образования РФ (1997), заслуженный работник сельского хозяйства РБ (1995), заслуженный работник высшей школы Российской Федерации (2011)

## Биография
Дусыев Варис Миндибаевич родился 28.07.1933, д. Трубкильдино Дуван-Мечетлинского р-на БАССР. В 1959 г. окончил Башкирский сельскохозяйственный институт. В 1954-1964 гг. работал учителем Дуван-Мечетлинской школы, 2-м секретарем Мечетлинского райкома ВЛКСМ, инженером-технологом, ст. инженером Дмитриевского с-за Уфимского района. С 1964 преподаватель, ст. преподаватель, зав. каф., доцентом в Башкирском государственном аграрном университете. В 1967-1970 гг. учился в аспирантуре, в 1970 г. защитил диссертацию на соискание ученой степени кандидата технических наук. В 1978–1988 гг. секретарь парткома ун-та. Избирался депутатом (двух созывов) Советского райисполкома г. Уфы, Уфимского горсовета. В 1996–1999 председатель землячества "Айские зори" «Мечетли». В 1993-2016 гг. председатель совета ветеранов БГАУ. Его детство прошло в суровые годы Великой Отечественной войны. Нравственное воспитание он получил в семье. В деревне Еланыш отец работал кузнецом на машинно-тракторной станции, мама занималась воспитанием троих детей. Преодолев все трудности военных и послевоенных лет, Варис Миндибаевич стал ученым и общественным деятелем Республики Башкортостан и России. Автор более 140 научных и научно-методических работ по физике, математическим методам, механике, проблемам высшей школы.

## Избранные труды
- Исследование природы термомеханического упрочнения металла, наплавленного вибродуговым способом при восстановлении автотракторных деталей: автореферат дис. ... на соискание ученой степени кандидата технических наук / В. М. Дусыев. - Уфа, 1970. - 22 с.
- Академические лекции и формирование специалистов в высшем учебном заведении : учебник / В. М. Дусыев; Башкирский ГАУ. - Уфа : Изд-во БГАУ, 2005. - 128 с. - Библиогр.: с. 126.
- Лекции по молекулярной физике (для студентов инженерных специальностей) / В. М. Дусыев; Башкирский ГАУ. - Уфа : Изд-во БГАУ, 2005. - 141 с. - Библиогр.: с. 139.
- Введение в физику прочности и пластичности металлов и сплавов : учеб. пособие / С. В. Лотник, В. М. Дусыев. - Уфа : БГАУ, 2007. - 427 с. - Библиогр.: с. 401-406.
- Физические основы термодинамики : учеб. для студ. инженерных спец. / В. М. Дусыев; МСХ РФ, Башкирский ГАУ. - Уфа : БГАУ, 2008. - 259 с. : рис. - Библиогр.: с. 259.
- Электричество и магнетизм в задачах и примерах: учебное пособие для самостоятельной работы студентов инженерного профиля и выполнения расчетно-графической работы / В. М. Дусыев, В. К. Посняков; Министерство сельского хозяйства РФ, Башкирский государственный аграрный университет. - Уфа : БГАУ, 2018. - 51 с. - Библиогр.: с. 50.

## Награды
- 1980 - награжден орденом «Знак почёта»
- 1995 - присвоено почетное звание "Заслуженный работник сельского хозяйства Республики Башкортостан"
- 1997 - награждён нагрудным знаком «Почётный работник высшего образования России»
- 2011 - присвоено почетное звание "Заслуженный работник высшей школы Российской Федерации".